# Chiara Moretti
Chiara Moretti (Siena, 8 agosto 1953 – Firenze, 16 maggio 2023) è stata un'attrice italiana.

## Biografia
Nata nel 1953 a Siena, compì le sue prime esperienze di attrice cinematografica in Berlinguer ti voglio bene di Roberto Benigni e soprattutto in Chiedo asilo di Marco Ferreri, dove impersonò una delle figure femminili più importanti. In seguito ebbe altri ruoli significativi nelle pellicole Maschio, femmina, fiore, frutto e Se tutto va bene siamo rovinati. Abbandonato il mondo del cinema, si dedicò alla politica, militando in Alleanza Nazionale. Fu per diversi anni, dal 2004 al 2014, consigliera al Quartiere 5 del Comune di Firenze.
Chiara Moretti è morta nel maggio del 2023. Aveva 69 anni.